# C-Jes Studios

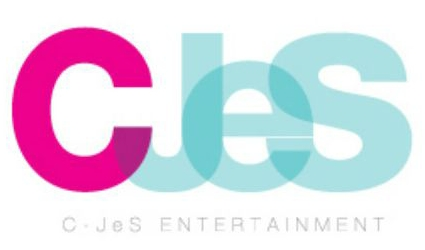
Logotyp mellan 2009 och 2023.

C-Jes Studios (hangul: 씨제스 스튜디오), av företaget skrivet C-JeS Studios, tidigare C-Jes Entertainment, är ett sydkoreanskt skivbolag och en talangagentur bildad år 2009 av Baek Chang-ju. Agenturen hanterar även kontrakt för ett flertal sydkoreanska skådespelare.

## Artister
|                   |
| Gummy (2013–2024) |

|                 |
| JYJ (2010–2022) |